# Porina arcana
Porina arcana är en mossdjursart som beskrevs av Moyano 1991. Porina arcana ingår i släktet Porina och familjen Porinidae. Inga underarter finns listade i Catalogue of Life.